# Genkwanine
La genkwanine est un composé organique de la famille des flavones. Elle est présente dans les graines d'aulne glutineux, dans la plante africaine Gnidia kraussiana et dans la daphné garou (Daphne gnidium), sous forme d'un hétéroside, la 5-O-β-D-primeverosyl-genkwanine, et sert dans la médecine traditionnelle africaine à lutter contre la lèpre, ou certains cancers.